# Marin Dragnea
Marin Dragnea est un footballeur roumain né le 1er janvier 1956 à Slobozia Moară dans le județ de Dâmbovița. Il évoluait au poste de milieu de terrain.

## Biographie

### En club
Avec le Dinamo Bucarest, il joue 16 matchs et inscrit 2 buts en Coupe d'Europe des clubs champions. Il atteint les demi-finales de cette compétition en 1984, en étant éliminé par le club anglais de Liverpool.

### En équipe nationale
International roumain, il reçoit 5 sélections en équipe de Roumanie entre 1984 et 1986. 
Il joue son premier match en équipe nationale le 14 juin 1984 contre l'Espagne lors de l'Euro 1984 et son dernier le 17 mars 1986 contre l'Irak.

## Carrière
- 1973-1975 :  Progresul Bucarest
- 1975-1976 :  Dinamo Bucarest
- 1976-1977 :  Farul Constanța
- 1977-1986 :  Dinamo Bucarest
- 1986-1990 :  Flacăra Moreni
- 1990-1991 :  Rapid Bucarest

## Palmarès
Avec le Dinamo Bucarest :
- Champion de Roumanie en 1982, 1983 et  1984
- Vainqueur de la Coupe de Roumanie en 1982, 1984 et 1986